# 黄震华
黄震华（1974年3月7日—），是一名已经退役的中国足球运动员，司职后卫。黄震华职业生涯仅效力于上海大顺、豫园、航星和其与浦东合并后成立的上海浦东、中远、国际、西安国际、浐灞、陕西中新。虽然效力俱乐部名称变化繁多，实际上职业联赛十三个赛季里，黄震华跟随球队从乙级到甲B到甲A到中超，从未转会，是后期队中的元老级人物。
退役后的黄震华曾经协助申思在上海七斗星出任教练。